# Кенневік
Кенневік (англ. Kennewick) — місто (англ. city) в США, в окрузі Бентон штату Вашингтон. Населення — 83 921 особа (2020).

## Географія
Кенневік розташований за координатами 46°11′54″ пн. ш. 119°10′25″ зх. д. / 46.19833° пн. ш. 119.17361° зх. д. (46.198265, -119.173645).  За даними Бюро перепису населення США в 2010 році місто мало площу 73,45 км², з яких 69,76 км² — суходіл та 3,70 км² — водойми.
Є частиною міської агломерації Три-Сітіс. Розташоване на правому березі річки Колумбія, на південь від місця впадання в неї річки Якіма, навпроти міста Паско.

### Клімат
Клімат — посушливий. Зими — порівняно холодні; літо — спекотне та сухе. Місто отримує менше 200 мм опадів на рік. Найбільш вологі місяці — листопад, грудень та січень; найпосушливіші — липень та серпень.
| Клімат : Кенневік       | Клімат : Кенневік | Клімат : Кенневік | Клімат : Кенневік | Клімат : Кенневік | Клімат : Кенневік | Клімат : Кенневік | Клімат : Кенневік | Клімат : Кенневік | Клімат : Кенневік | Клімат : Кенневік | Клімат : Кенневік | Клімат : Кенневік | Клімат : Кенневік |
| Показник                | Січ.              | Лют.              | Бер.              | Квіт.             | Трав.             | Черв.             | Лип.              | Серп.             | Вер.              | Жовт.             | Лист.             | Груд.             | Рік               |
| Абсолютний максимум, °C | 23,3              | 23,3              | 30,6              | 35,0              | 40,0              | 43,3              | 46,1              | 46,1              | 37,8              | 31,7              | 26,1              | 21,7              | 46,1              |
| Середній максимум, °C   | 4,7               | 8,8               | 14,4              | 19,0              | 23,4              | 27,6              | 31,8              | 31,6              | 26,4              | 19,1              | 10,2              | 5,1               | 18,5              |
| Середній мінімум, °C    | −2,2              | −0,4              | 2,4               | 5,7               | 9,6               | 13,2              | 16,1              | 15,8              | 11,0              | 5,5               | 2,1               | −1,5              | 6,4               |
| Абсолютний мінімум, °C  | −32,8             | −30,6             | −12,2             | −7,8              | −3,3              | 1,7               | 3,3               | 2,8               | −6,1              | −10               | −22,2             | −30               | −32,8             |
| Норма опадів, мм        | 27                | 21                | 19                | 14                | 16                | 13                | 6                 | 5                 | 8                 | 15                | 25                | 29                | 198               |
| Днів з опадами          | 9,6               | 7,8               | 7,9               | 5,5               | 5,3               | 4,4               | 2,5               | 2,7               | 3,5               | 4,9               | 8,9               | 9,3               | 72,3              |
| Днів зі снігом          | 1,8               | 0,5               | 0,0               | 0                 | 0                 | 0                 | 0                 | 0                 | 0                 | 0                 | 0,3               | 0,9               | 3,5               |
| ----------------------- | ----------------- | ----------------- | ----------------- | ----------------- | ----------------- | ----------------- | ----------------- | ----------------- | ----------------- | ----------------- | ----------------- | ----------------- | ----------------- |
| Джерело:                |                   |                   |                   |                   |                   |                   |                   |                   |                   |                   |                   |                   |                   |

## Демографія
Згідно з переписом 2010 року, у місті мешкало 73 917 осіб у 27 266 домогосподарствах у складі 18 528 родин. Густота населення становила 1006 осіб/км².  Було 28507 помешкань (388/км²).
Расовий склад населення:
| - 78,5 % — білих - 2,4 % — азіатів - 1,7 % — чорних або афроамериканців - 0,8 % — корінних американців - 0,2 % — вихідців з тихоокеанських островів - 12,1 % — осіб інших рас |

До двох чи більше рас належало 4,3 %. Частка іспаномовних становила 24,2 % від усіх жителів.
За віковим діапазоном населення розподілялося таким чином: 28,2 % — особи молодші 18 років, 60,9 % — особи у віці 18—64 років, 10,9 % — особи у віці 65 років та старші. Медіана віку мешканця становила 32,6 року. На 100 осіб жіночої статі у місті припадало 99,7 чоловіків;  на 100 жінок у віці від 18 років та старших — 97,0 чоловіків також старших 18 років.
Середній дохід на одне домашнє господарство  становив 66 214 долари США (медіана — 51 661), а середній дохід на одну сім'ю — 74 114 долари (медіана — 58 892). Медіана доходів становила 47 116 доларів для чоловіків та 34 283 долари для жінок. За межею бідності перебувало 18,1 % осіб, у тому числі 26,5 % дітей у віці до 18 років та 7,7 % осіб у віці 65 років та старших.
Цивільне працевлаштоване населення становило 33 669 осіб. Основні галузі зайнятості: освіта, охорона здоров'я та соціальна допомога — 20,4 %, роздрібна торгівля — 14,9 %, науковці, спеціалісти, менеджери — 12,5 %.

## Транспорт
Найближчий аеропорт — Три-Сітіс, розташований за 3 км на північний захід від сусіднього міста Паско.

## Міста-побратими
- Таоюань, Китайська Республіка